# Umm al-Binni
Umm al-Binni (arabisch أم البني, DMG Umm al-Binnī) heißt ein See im Gouvernement Maisan im südlichen Irak. Er ist zum Teil trocken gefallen. Die kreisförmige Struktur mit einem Durchmesser von 3,4 km wird von einigen Wissenschaftlern als ein Einschlagkrater eines Meteoriten aus dem Holozän interpretiert.